# Want One
Want One è il terzo album di Rufus Wainwright, pubblicato nel 2003 dalla DreamWorks e prodatto da Marius De Vries. Questo album costituisce la prima parte di un progetto che comprende anche l'album Want Two pubblicato l'anno successivo.

## Tracce
1. Oh What a World – 4:23
2. I Don't Know What It Is – 4:51
3. Vicious World – 2:50
4. Movies of Myself – 4:31
5. Pretty Things – 2:40
6. Go or Go Ahead – 6:39
7. Vibrate – 2:44
8. 14th Street – 4:44
9. Natasha – 3:29
10. Harvester of Hearts – 3:35
11. Beautiful Child – 4:16
12. Want – 5:11
13. 11:11 – 4:27
14. Dinner at Eight – 4:33

Musiche e testi: Rufus Wainwright

## Musicisti

### Artista
- Rufus Wainwright: voce e piano